# Tipula bamileke
Tipula bamileke är en tvåvingeart som beskrevs av De Jong 1984. Tipula bamileke ingår i släktet Tipula och familjen storharkrankar.
Artens utbredningsområde är Kamerun. Inga underarter finns listade i Catalogue of Life.